# Leaving Lyndow
Leaving Lyndow (с англ. — «Покидая Линдоу») — это инди-игра, приключенческая головоломка, разработанная независимой американской студией Eastshade Studios и выпущенная 8 февраля 2017 года. Игра является приквелом к приключенческой игре с открытым миром Eastshade. Несмотря на принадлежность этих двух игр к одной игровой вселенной, их игровые процессы отличаются. Анонс Leaving Lyndow состоялся в январе 2017 года, менее, чем за месяц до её выпуска. Согласно сюжету, игрок управляет Кларой, которая готовится покинуть родной остров Истсхейд в рамках исследовательской экспедиции. Она должна собраться и попрощаться с местными жителями, игрок же попутно узнаёт прошлое героини и её отношения с местными жителями.
Leaving Lyndow была создана в рамках продвижения игры Eastshade, которая должна была выйти несколькими годами позже. Это фактически объясняется короткой продолжительностью игры. Также вместе с данным выпуском, команда хотела выявить и исправить возможные ошибки при выходе Eastshade. Фактически Leaving Lyndow была собрана из уже созданного материала при разработке Eastshade.
Оценки Leaving Lyndow можно охарактеризовать в целом, как смешанные. Средняя оценка по версии агрегатора Metacritic составляет 74 балла из 100 возможных для персональных компьютеров и 45 баллов для игровой приставки PlayStation 4. Критики похвалили игру за её визуальный эффекты, красивые панорамы, а также сюжетную линию. Часть критиков остались недовольные продолжительностью игры, а также указали на ряд технических проблем.

## Игровой процесс
Игра представляет собой приквел игры Eastshade. Действие происходит в неизвестном мире, на острове Линдоу, населённом разумными гоминидами, с их культурой, являющейся аллюзией на европейскую средневековую. Игрок управляет девушкой по имени Клара, которая недавно окончила Гильдию морских исследований и готовится к долгой и опасной исследовательской экспедиции. На протяжении всей игры героиня должна готовиться к поездке, общаться с друзьями и семьей, узнавая об их чувствах и мыслях по поводу отъезда. Игра начинается с того, что героиня оказывается в собственной спальне.
Leaving Lyndow представляет собой симулятор ходьбы от первого лица, где игрок взаимодействует с окружающей средой и узнаёт о прошлом своей деревни, друзьях Клары и о её жизни. Основное место действия приходится на родной посёлок героини в густой лесистой местности. Игрок должен искать нужные предметы, взаимодействовать с жителями и по крупицам собирать информацию и причине отъезда Клары и почему она выбрала экспедицию, в которую она отправляется. Игрок также должен собирать записки, сделанные друзьями и родными в адрес Клары. Помимо прочего, в игре представлен ряд головоломок, которые персонаж должен решать.

## Разработка
Разработкой игры занималась независимая американская студия разработчиков видео-игр Eastshade Studios, которая была основана Даниэлем Вайнбаумом, работавшим до этого художественным дизайнером в Sucker Punch Productions и создающим для их игр предметы окружающего пространства. Вайнбаум однако желал творчески выражать себя, для чего решил основать инди-студию, хотя это было очень рискованно. Вайнбаум говорил, что его вдохновил успех многих инди-игр 2010-х годов, созданных небольшими командами. Тогда Вайнмаум начал экспериментировать с движком CryEngine. Основав свою команду, Вайнбаум принялся за разработку игры под названием Eastshade (которая вышла в 2019 году), но после двух с половиной лет работы, разработчик понял, что их проект получится гораздо более грандиозным, чем изначально задумывалось. Вайнбаум начал задумываться о таких вещах, как пресс-релизы, или обновления информации. Разработчик говорил, что очень боялся выпускать игру, в которую вложил все свои «сбережения и силы», чтобы в итоге её никто не заметил. Таким образом команда пришла к идее выпустить урезанную версию игры на основе имеющихся наработок, чтобы игроки имели возможность ознакомиться со вселенной. Вайнбаум пришёл к этой идее после того, как увидел в Steam короткую версию игры Gone Home — «Home is Where One Starts» продолжительностью в 20 минут. Разработчику понравился такой способ рекламы. Игру Leaving Lyndow разработчик описывает скорее не как урезанную версию Eastshade, а как похожую на Morrowind или маленькую версию Skyrim, где игрок может пронять участие во множестве микро-историй. При этом Leaving Lyndow было решено сделать платной, чтобы иметь дополнительную выручку на дальнейшую разработку Eastshade. Всего на разработку игры ушло около шести месяцев.
Работая над Leaving Lyndow, Вайнбаум хотел продемонстрировать короткую историю без неожиданных поворотов, но «пробивающую чувства» у игрока. Разработчик после выхода выразил недоумение по поводу критики продолжительности игры, учитывая, что Leaving Lyndow открыто позиционировалась, как рекламный приквел к Eastshade. При этом оценки критиков для персональных компьютеров были выше, чем команда того ожидала, учитывая, что они ждали претензий со стороны критиков, почему Leaving Lyndow не является бесплатной игрой. Более низкие оценки критиков PlayStaion 4, Вайнбаум объяснил тем, что у них другая игровая аудитория. Тем не менее, разработчик говорил, что выпуск игры сопровождался некоторыми казусами. Например, одно из первых обновлений к Leaving Lyndow по ошибке удаляло саундтрек из игры. Разработчик говорил, что если бы это произошло позже с Eastshade, «это бы обернулось катастрофой», таким образом Вайнбаум объясняет ещё одну причину решения выпустить Leaving Lyndow, а также на игровых приставках PlayStaion 4, чтобы изучить все технические трудности, связанные с переносом игры на приставки.

## Критика
| Сводный рейтинг      | Сводный рейтинг          |
| Агрегатор            | Оценка                   |
| -------------------- | ------------------------ |
| Metacritic           | 74/100 (ПК) 45/100 (PS4) |
| Иноязычные издания   |                          |
| Издание              | Оценка                   |
| COGconnected         | 82 %                     |
| XGN                  | 8/10                     |
| VideoGamer           | 7/10                     |
| CGMagazine           | 7/10                     |
| PlayStation Universe | 6/10                     |
| Push Square          | [ 17 ]                   |

Оценки Leaving Lyndow можно охарактеризовать в целом, как смешанные. Средняя оценка по версии агрегатора Metacritic составляет 74 балла из 100 возможных для персональных компьютеров и 45 баллов для игровой приставки PlayStation 4.
Критик сайта XGN похвалил игру, назвав её коротким и красивым путешествием с прекрасной композицией цветов и хорошим освещением. «Очевидно, что создатели приложили все усилия, предоставив вам игру, где каждая сцена может стать хорошим фоном для вашего компьютера». Это впечатление усиливается саундтреком. Единственное разочарование критик выразил тем, что при длительном нахождении в одной локации, музыка исчезает. Рецензент заметил, что Leaving Lyndow можно рассматривать скорее, как произведение искусства с замечательной историей и обязательной для тех, кто не может дождаться выпуска игры Eastshade. Критик сайта VideoGamer заметил, что Leaving Lyndow примечательна тем, как возводит на новый уровень разрыв знания между игроком и его игровым персонажем, делая это не просто одним из недостатков игры, а возводя до главной особенности игрового процесса. По словам критика, несмотря на спорное решение разработчикам удалось воплотить данную идею, предлагая достаточно реалистичные диалоги, которые можно понять без контекста и письма из прошлого Клары. С одной стороны игра чувствуется живой, но и одновременно незавершённой, «жизни, которой вы можете уделить не больше часа времени».
Сдержанный отзыв оставил критик сайта PlayStaion Universe заметив, что Leaving Lyndow вышла на волне всплеска популярности симуляторов ходьбы, делающих ставку на великолепные визуальные эффекты. Однако на фоне роста конкуренции графика уже больше не может выступать главным показателем качества продукта. В целом рецензент назвал Leaving Lyndow красивой, но крайне короткой игрой, со своей интересной историей и несложными головоломками, на решение которых уйдёт не дольше пяти минут. С одной стороны, окружающий мир полон мелких деталей, а музыка помогает создать мирное существование в ожидании грядущих событий, однако критика крайне смутило решение спрятать нижнюю часть лиц персонажей за тканью. Хотя это решение объясняется экономией средств, чтобы не показывать мимику персонажей, критик заметил, что это передаёт атмосферу жуткости, будто весь город охвачен болезнью «лучше, если бы у них вообще не было ртов». Критик заметил, что поворот камеры выдаёт все технические недостатки игры, размытия и заикания текстур, при том, что игра страдает от периодических падений частоты кадров.